# Zitty
Zitty (Eigenschreibweise in Versalien: ZITTY) war ein zweiwöchentlich erscheinendes Berliner Stadtmagazin. Es wurde 1977 von ehemaligen Mitarbeitern des Anfang der 1970er Jahre gegründeten Stadtmagazins Hobo gegründet. Das Stadtmagazin erschien in der ursprünglich als selbstverwalteter Betrieb konzipierten Zitty Verlag GmbH, die 1999 von der Verlagsgruppe Georg von Holtzbrinck gekauft wurde, anschließend Teil der Tagesspiegel-Gruppe in der Dieter von Holtzbrinck Medien GmbH (DvH Medien) war und ab April 2014 der Raufeld Verlag GmbH gehörte, die wiederum bereits sechs Monate zuvor das Berliner Stadtmagazin tip übernommen hatte. Von Anfang an im Zwei-Wochen-Rhythmus vorgelegt, wurde das Magazin zwischenzeitlich vom 10. Juni 2015 bis 7. Juni 2018 jeden Mittwoch als Wochenzeitschrift angeboten und anschließend wieder auf die ursprüngliche Erscheinungsweise reduziert. In diesem 14-täglichen Rhythmus erschien die letzte reguläre Zitty-Ausgabe am 25. März 2020.
Die Zitty wurde als Abonnement-Zeitschrift sowie in Kiosken, Buchhandlungen, Kinos und im Handverkauf vertrieben. Sie war auch überregional erhältlich. Ab dem 1. Januar 2016 erschien Zitty zusammen mit tip bei GCM Go City Media, an der der Raufeld Verlag eine Minderheitsbeteiligung hält. Beide Magazine wurden in der Zeit von einer gemeinsamen Redaktion erstellt.
Im Juni 2020 wurde Zitty zugunsten von tip eingestellt. Die verkaufte Auflage sank zuvor von 67.013 Exemplaren im ersten Quartal 1998 auf 12.702 Exemplare im ersten Quartal 2020, ein Minus von 81,1 %.

## Profil

### Magazin
In ihren Anfangsjahren verstand sich die Zitty wie ihr Vorgänger Hobo als Teil der Off- bzw. Alternativpresse und berichtete als „Stattmagazin“ vor allem über Aktionen und Veranstaltungen der politischen Gegenkultur. Kunden- bzw. Leserbindung suchte sie aber nicht zuletzt auch durch die noch lange Zeit gratis abgedruckten, inzwischen kostenpflichtigen Kleinanzeigen für Privatkunden, von denen insbesondere die Kontaktanzeigen regelrechten Kultstatus genießen.
Neben aktuellen Reportagen und Thementexten aus Berlin sowie dem Umland bot sie zuletzt Berichte und Kritiken zu aktuellen Veranstaltungen, wie Konzerten, Theaterstücken, Filmen, Ausstellungen sowie Tipps zu Restaurants, Kneipen, Ausflugszielen und Einkaufsmöglichkeiten. Darüber hinaus wurden Themen wie Obdachlosigkeit, Mietpreis und Stadtentwicklung kritisch beleuchtet.
Zusätzlich zu den publizistischen Tätigkeiten hatte Zitty eigene Veranstaltungsreihen in Berlin etabliert. So veranstaltete das Magazin im Jahr 2012 zehn Kunstveranstaltungen der Reihe „zitty_ART“, sechsmal das zitty filmtablequiz im Kreuzberger SO36, elfmal die Literaturveranstaltung „zitty Leserlounge“ sowie sechs umfangreiche Sonderveranstaltungen wie „zitty Leserlounge Spezial“ oder „zitty Konzert“.
Mitbewerber war bis zuletzt das von Anfang an kommerzieller angelegte und auf Kultur bedachte Stadtmagazin tip, das in ähnlicher Aufmachung und Struktur um eine Woche verschoben bis Ende 2015 unter dem Dach der Raufeld Verlag GmbH erschien. Zum 1. April 2014 wurde die Zitty mit unveränderter Redaktion ebenfalls der Raufeld Verlag GmbH angegliedert. Ab Jahresbeginn 2016 erschienen beide Stadtmagazine bei GCM Go City Media mit gemeinsamer Redaktion.
Nach Beginn der COVID-19-Pandemie erschien monatlich eine gemeinsame Ausgabe von tip und Zitty. Im Juni 2020 wurde Zitty zugunsten von tip eingestellt. Einige Kolumnen und der Comic wurden übernommen. Kündigungen der festangestellten Redaktionsmitglieder soll es nicht gegeben haben, stattdessen würden weniger Aufträge an freie Journalisten vergeben werden. Im Juli und im August 2020 wurden noch zwei gemeinsame Ausgaben von tip und Zitty veröffentlicht und seit September 2020 erscheint tip wieder zweiwöchentlich.

### Verlag
Neben dem Stadtmagazin gab der Zitty Verlag jährliche Specials in Magazinform heraus, darunter zitty Brandenburg, zitty Essen Gehen, Das Modebuch Berlin, Das Designbuch Berlin, zitty Shopping, Das BerlinBuch sowie die kostenlose Sonderpublikation zitty Familie im Frühjahr.
Ebenfalls im Zitty-Verlag erschien ab 2008 das [030] Magazin, ein kostenloses werbefinanziertes Stadtmagazin in Berlin. Der Name bezieht sich auf die Berliner Telefonvorwahl. Das Magazin wurde 1994 gegründet und informierte zweiwöchentlich über Filme, Konzerte, Partys, Sport und neue Medien. Seit dem 1. Januar 2016 ist das Magazin im Besitz der Medienagentur elroq entertainment aus Berlin, dessen Inhaber Tim Schäfer seit 2006 als freier Musik- und Programmredakteur für das [030] Magazin Berlin tätig war.
Außerdem erschienen im Zitty-Verlag auch Buchveröffentlichungen, u. a.:
- Mehrere Sammelbände des Berliner Komikers und Comic-Zeichners Philip Tägert (Künstlername: Fil).
- Roland Brückner: Mumpelmonster: Das Entscheide-Dich-Buch. Kinderbuch. 2011. ISBN 978-3-922158-01-1.
- Roland Brückner: Mumpelmonster 2: Wo geht die Reise hin?. Kinderbuch. 2013. ISBN 978-3-922158-03-5.
- Ulf S. Graupner und Sascha Wüstefeld: Das Upgrade, Band 1. Comicband. 2012. ISBN 978-3-922158-02-8.
- Ulf S. Graupner und Sascha Wüstefeld: Das Upgrade, Band 2: Pioniernachmittag in Tenochtitlán. Comicband. 2013. ISBN 978-3-922158-10-3.

### Auflage
Von der mit einem starken Auflagenschwund einhergehenden Krise der Druckmedien, die um das Jahr 2000 herum einsetzte, war auch Zitty betroffen: Lag laut IVW die verkaufte Auflage im 1. Quartal 1998 noch bei 67.013 Exemplaren. Die im Frühjahr 2015 vorgenommene umfangreiche Blattreform samt Umstellung auf wöchentliche Erscheinungsweise beschleunigte den Abwärtstrend: Im 3. Quartal 2017 wurden nur noch 12.760 Hefte verkauft, davon 3.126 als E-Paper, von denen wiederum 3.075 als „sonstige Verkäufe“ firmierten.

## Kritik
Zum 1. Januar 2008 wurde die Verarbeitung von Veranstaltungsdaten in die Cine Marketing GmbH ausgegliedert, an der der tip Verlag und der Zitty Verlag mit jeweils 50 % beteiligt sind. Das Unternehmen ist auch für weitere Medien des Berliner Verlags und der Tagesspiegel-Gruppe tätig. Die Ausgliederung sorgte für Kritik, weil die Veranstalter für die Einpflegung ihrer Termine nun bezahlen müssen und das Unternehmen in Berlin eine marktbeherrschende Stellung hat.

## Redaktionsleitung
- Rainer Bieling – Leitender Redakteur ab 1980, dann Chefredakteur 1983–1986
- Manfred Hobsch – Redakteur, Leitender Redakteur 1988–1997
- Bruno Preisendörfer – Redakteur, Leitender Redakteur 1987–1997
- Kevin Cote – Chefredakteur 1997–2000
- Burkhard Riepenhoff – Chefredakteur 2000–2001
- Matthias Kalle – Chefredakteur 2004–2006 sowie 2007–2008
- Mercedes Bunz – Chefredakteurin 2006–2007
- Kai Röger – Chefredakteur 2009–2012
- Jan Oberländer – Chefredakteur 2013–2014
- Lydia Brakebusch, Stefan Tillmann – Chefredakteure 2014–2017
- Lydia Brakebusch, Stefanie Dörre – Chefredakteure 2017–2020